# HD191746
HD191746 — хімічно пекулярна зоря спектрального класу B3, що має видиму зоряну величину в смузі V приблизно  7,2.
Вона  розташована на відстані близько 2416,0 світлових років від Сонця.

## Пекулярний хімічний склад
Зоряна атмосфера HD191746 має підвищений вміст 
He
.